# Cubispa
Cubispa is een geslacht van kevers uit de familie bladkevers (Chrysomelidae).
De wetenschappelijke naam van het geslacht werd in 1946 gepubliceerd door Barber.

## Soorten
- Cubispa esmeralda Staines, 2000